# موسیقی مینیمال
موسیقی مینیمال (به انگلیسی: Minimal music) سبک و تکنیکی از موسیقی است که در ارتباط با آثار تعدادی از آهنگسازان آمریکایی مانند لامونته یانگ، تری رایلی، استیو رایش و فیلیپ گلس است. پیدایش این سبک واکنشی به پیچیدگی نظری و عملی موسیقی مدرن بود.

## تاریخچه
این سبک موسیقی ابتدا در دهه ۶۰ در نیویورک به وجود آمد و در ابتدا به شکل گونه‌ای از موسیقی تجربی شناخته شد و به آن مدرسه هایپنوتیک نیویورک (New York Hypnotic School) گفته می‌شد.

## تعریف و ویژگی
منظور از اختصار در موسیقی با گرایش‌های مینیمالیستی اشاره به عناصر سازنده و ساختار موسیقایی آن موسیقی است. درحالی‌که در هنر مینیمال، عناصر سازنده اثر به اشکال هندسی محدود شده‌است در موسیقی مینیمال تعداد نتها، فواصل و شدت کاهش می‌یابد. علاوه بر این آهنگسازان این سبک از استفاده از ساختارهای پیچیده موسیقایی اجتناب می‌کنند.

ویژگی‌های کلی این موسیقی هارمونی‌های ثابت، پالس‌های یکنواخت، تغییر فرم آهسته و تدریجی و تکرار عبارت‌های موسیقی یا بخش‌های کوچک‌تر به مثابه موتیف‌ها یا سلول‌ها است. این سبک ممکن است ویژگی‌های دیگری مانند تغییر مُد داشته باشد.

## آهنگسازان شاخص
علاوه بر آهنگسازان آمریکایی سبک مینیمال (لامونته یانگ، تری ریلی، استیو رایش و فیلیپ گلس)، در اروپا موسیقی آهنگسازانی مانند لوییس آندریسن، کارل گویوارتز، مایکل نایمن، گاوین برایرز، استیو مارتلند، هنریک گورتسکی، آروو پارت، یان تیرسن و جان تاونر نشان دهنده برخی ویژگی‌های موسیقی مینیمال است.

موسیقی مینیمال در دهه ۱۹۷۰ میلادی بر تعداد زیادی از گروه‌های موسیقی راک مانند گروه یس، آیرون باترفلای، جفرسن ایرپلین و در دهه ۱۹۸۰ میلادی بر جنبش نیو ایج تأثیر گذاشت.